# Estadi Gran Parque Central
L'Estadio Gran Parque Central, normalment anomenat senzillament Parque Central, és l'estadi del Club Nacional uruguaià, on juga la majoria de partits com a local. Situat a Montevideo, Uruguai, prop de la seu del Nacional, al barri de La Blanqueada.

## Història
L'Estadio Gran Parque Central és un lloc molt important a la història d'Uruguai, no només per la seva relació amb els esports, sinó també pels seus vincles amb la rica història dels uruguaians i els seus sentiments patriòtics.
Abans de l'existència del Parque Central com a recinte esportiu, exactament a la mateixa ubicació (que normalment s'anomenava "Quinta de la Paraguaya"), l'heroi nacional uruguaià José Artigas va ser anomenat Jefe de los Orientales (líder dels uruguaians) el 1811.

## Esdeveniments

### Copa del Món de 1930
Aquest va ser un dels estadis de la Copa del Món de 1930, i és el camp on es va jugar un dels primers partits de la història de la Copa del Món: el 13 de juliol de 1930, els Estats Units van derrotar Bèlgica per 3 a 0. Una efemèride que la FIFA ha commemorat en dues ocasions: l'any 1987 i el 2005. Aquell dia, a la mateixa hora, també es va disputar un altre partit a l'Estadio Pocitos, entre França i Mèxic, on es va marcar el primer gol de la història de la competició.
Del Mundial de 1930, en aquest estadi es van jugar sis partits:
| Estats Units                            | 3–0     | Bèlgica |
| --------------------------------------- | ------- | ------- |
| McGhee 23' · Florie 45' · Patenaude 69' | Informe |         |

| Iugoslàvia             | 2–1     | Brasil        |
| ---------------------- | ------- | ------------- |
| Tirnanić 21' · Bek 30' | Informe | Preguinho 62' |

| Argentina | 1–0     | França |
| --------- | ------- | ------ |
| Monti 81' | Informe |        |

| Xile                                | 3–0     | Mèxic |
| ----------------------------------- | ------- | ----- |
| Vidal 3', 65' · M. Rosas 52' (p.p.) | Informe |       |

| Iugoslàvia                                      | 4–0     | Bolívia |
| ----------------------------------------------- | ------- | ------- |
| Bek 60', 67' · Marjanović 65' · Vujadinović 85' | Informe |         |

| Estats Units            | 3–0     | Paraguai |
| ----------------------- | ------- | -------- |
| Patenaude 10', 15', 50' | Informe |          |

## Reconeixements

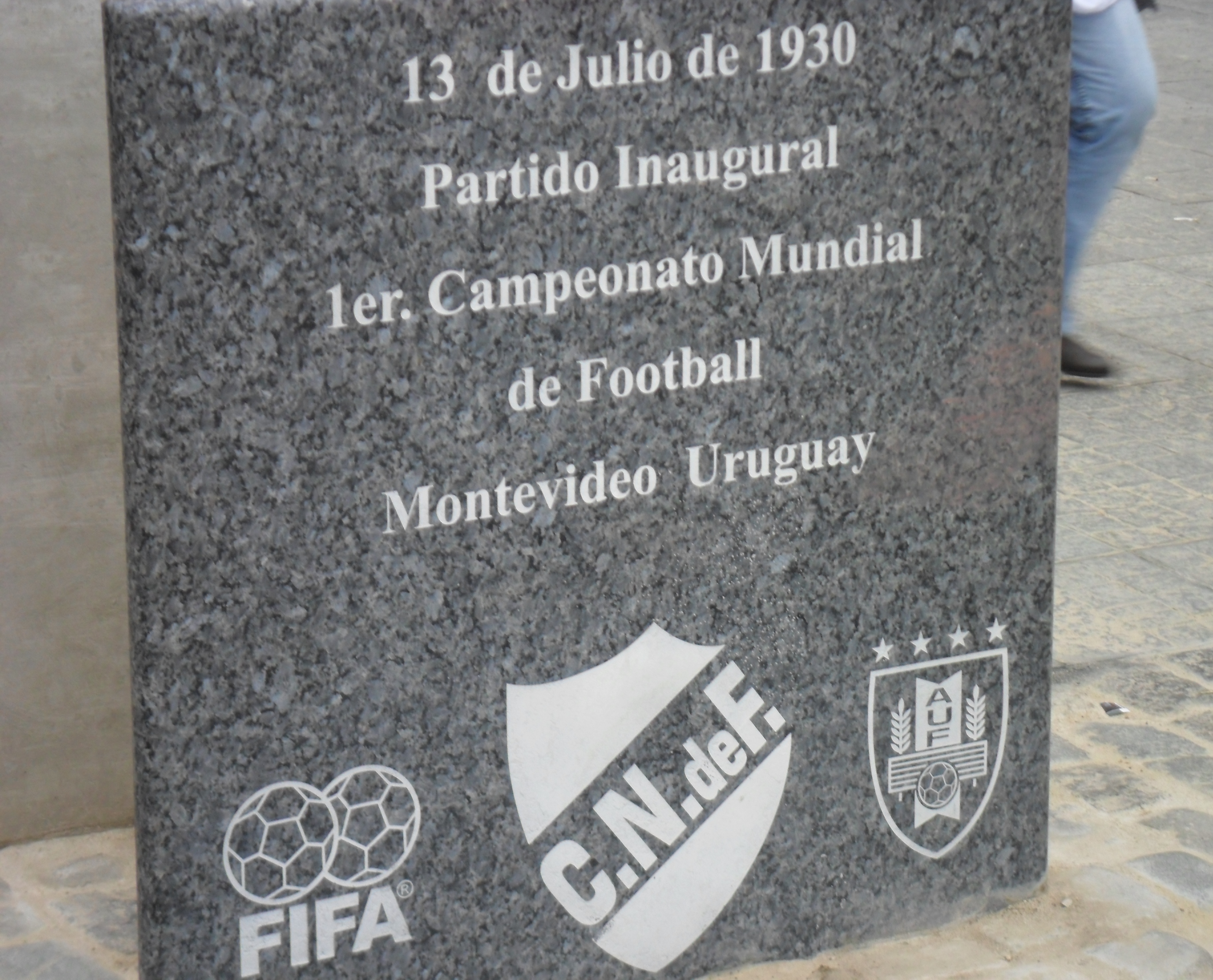
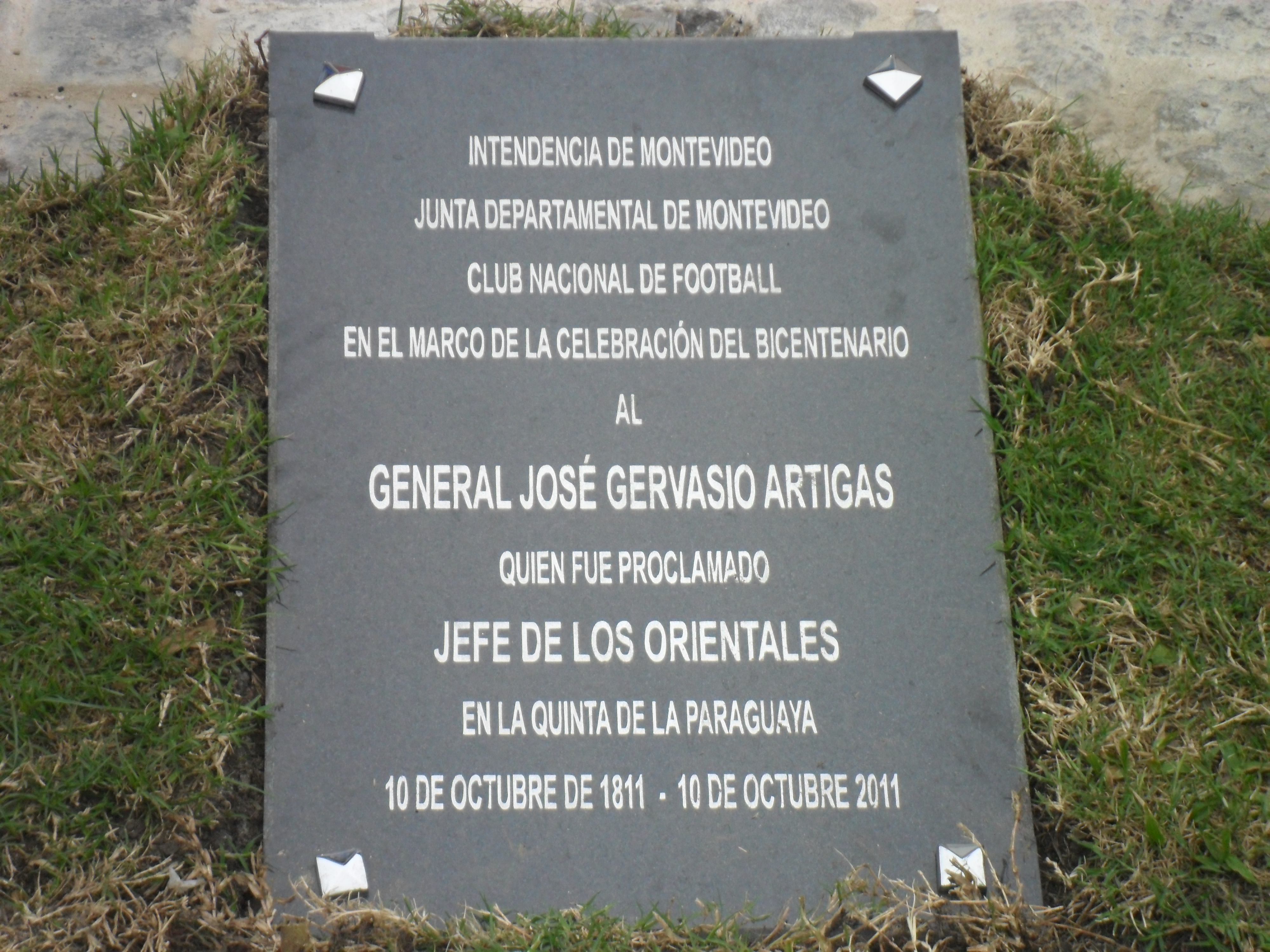
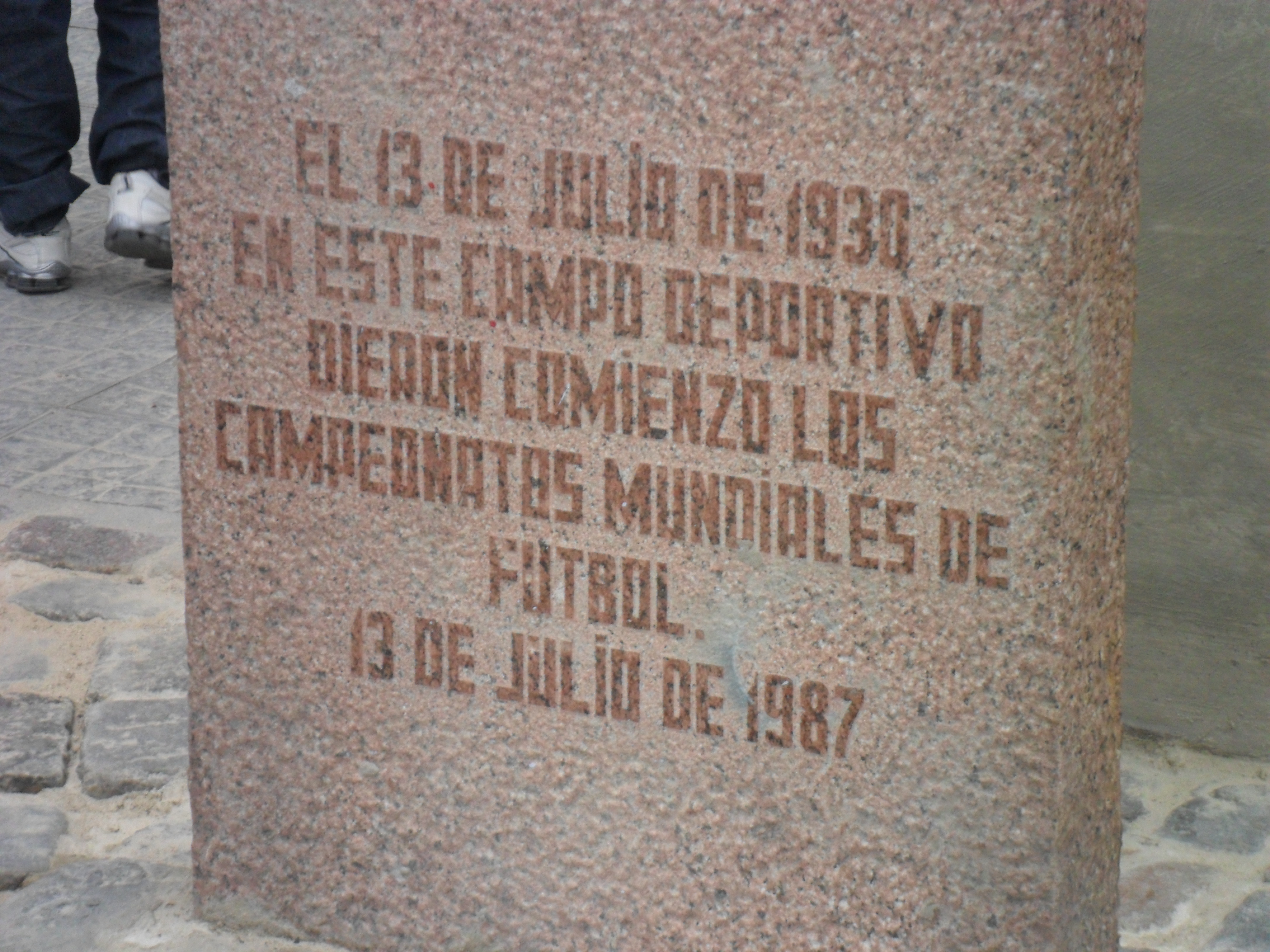